# Arbeitsgericht Suhl

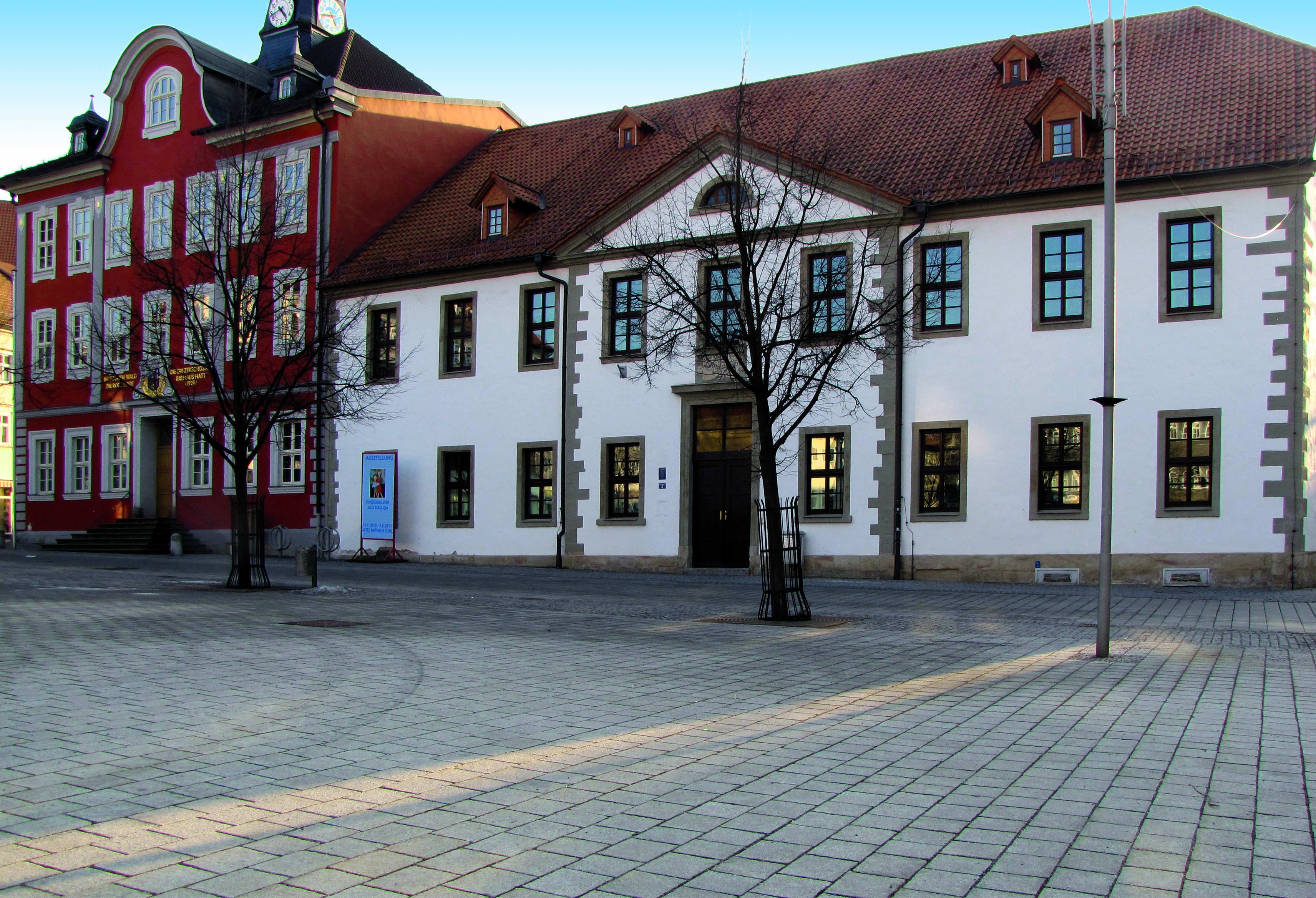
Arbeitsgerichtsgebäude am Suhler Marktplatz

Das Arbeitsgericht Suhl, ein Gericht der Arbeitsgerichtsbarkeit, ist eines der vier thüringischen Arbeitsgerichte.

## Gerichtssitz und -bezirk

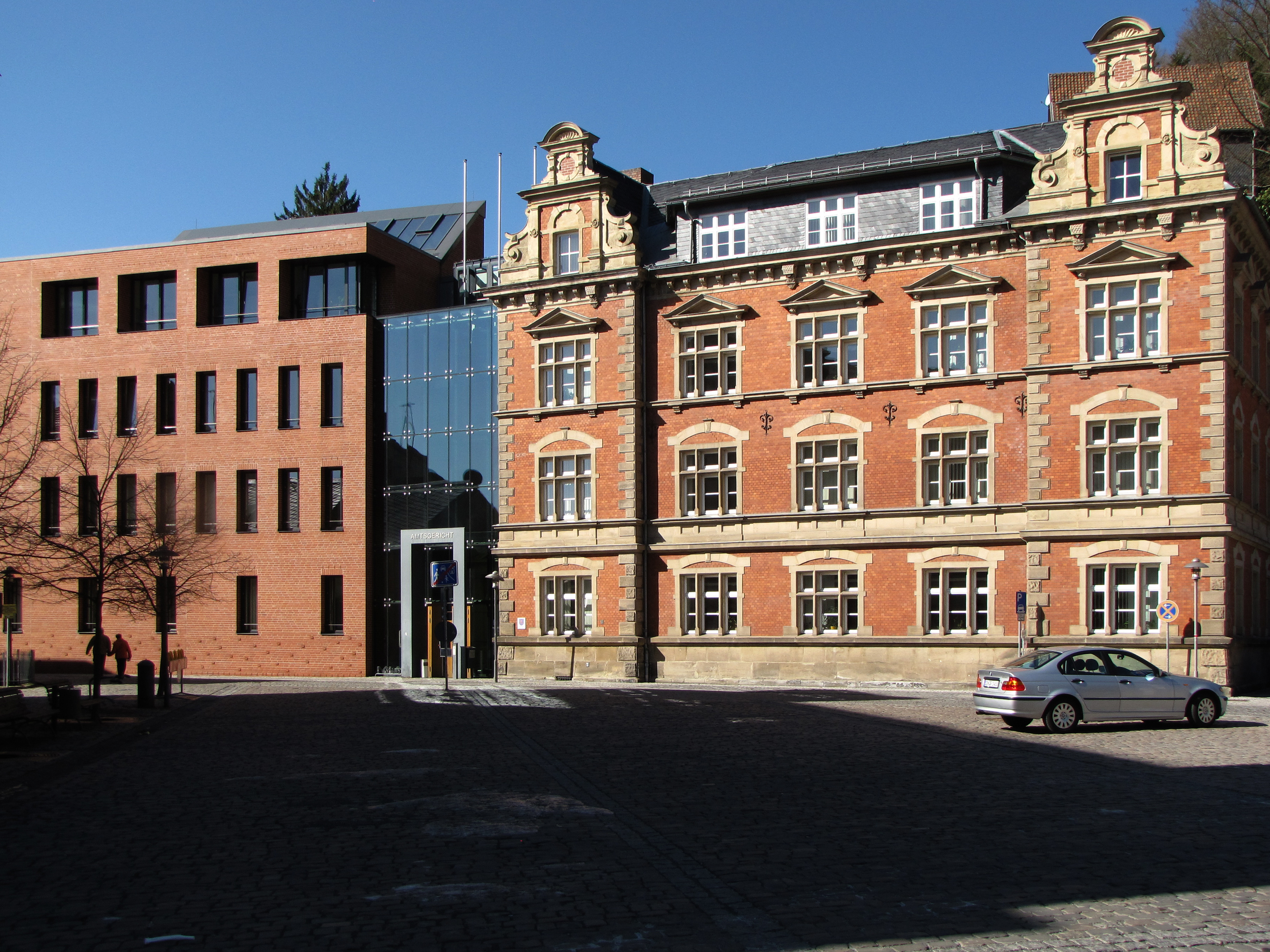
Standort des Gerichtstags Sonneberg

Das im Jahr 1993 neu begründete Gericht hat seinen Sitz in der kreisfreien Stadt Suhl. Das Gerichtsgebäude befindet sich seit Mitte Februar 2011 am Marktplatz 2. Das Arbeitsgericht Suhl hält in den Gebäuden der Amtsgerichte Eisenach und Sonneberg Gerichtstage ab.
Das Arbeitsgericht Suhl ist örtlich zuständig für Rechtsstreitigkeiten aus der kreisfreien Stadt Suhl, dem Wartburgkreis, dem Landkreis Schmalkalden-Meiningen, dem Landkreis Hildburghausen und dem Landkreis Sonneberg. Die Rechtswegzuständigkeit ergibt sich aus dem Arbeitsgerichtsgesetz.
Am Standort des Gerichts in Suhl und bei den beiden Gerichtstagen ist eine Rechtsantragstelle zur Unterstützung der Bürger bei der Klageeinreichung eingerichtet.

## Geschichte des Gerichtsstandortes
Die Zuordnung zum Königreich Preußen durch die Festlegungen des Wiener Kongresses hat den Justizstandort Suhl nach vielen Jahren des Stillstands früh an die Anfänge des werdenden Arbeitsrechts herangeführt: die Gewerbefreiheit, die einsetzende Gesetzgebung zum Arbeitsschutz, das Koalitionsverbot, die Kriminalisierung arbeitsrechtlicher Pflichtverletzungen und die zivilprozessualen Experimente mit summarischen Verfahren zur Beilegung arbeitsrechtlicher Streitigkeiten im Rahmen der ordentlichen Gerichtsbarkeit.
Nach der reichsrechtlichen Institutionalisierung wurden im Zuständigkeitsbereich des heutigen Arbeitsgerichts Suhl Gewerbe- und Kaufmannsgerichte in Eisenach, Bad Salzungen, Ruhla, Meiningen, Suhl, Zella-Mehlis und Sonneberg eingerichtet. Diesen frühen Formen der Arbeitsgerichtsbarkeit folgten Mitte 1927 die Arbeitsgerichte des ArbGG 1926, die ihren Sitz in Eisenach, Meiningen, Sonneberg und Suhl hatten. Der Sprengel des Arbeitsgerichts Suhl umfasste den Bezirke der Amtsgerichte Schleusingen und Suhl. Es bestand je eine Kammer für Arbeiter und für Angestellte und für Handwerk. Übergeordnet war das Landesarbeitsgericht Erfurt.
Nach der Besetzung Deutschlands durch die Alliierten wurden 1945 zunächst alle Gerichte geschlossen. Die ordentlichen Gerichte wurden schon bald wieder eröffnet, während die Arbeitsgerichte zunächst außer in Hamburg nicht wieder eingerichtet wurden, so dass arbeitsgerichtliche Streitigkeiten von den ordentlichen Gerichten erledigt werden mussten. Gemäß Kontrollratsgesetz 21 sollten in Deutschland Arbeitsgerichte aufgebaut werden. So wurde in Suhl wurde das Arbeitsgericht neu gebildet. Gerichtssprengel waren nun der Landkreis Suhl und der Landkreis Schmalkalden (das Arbeitsgericht Schmalkalden war nicht erneut gebildet worden). Revisionsinstanz war nun das Thüringer Landesarbeitsgericht in Erfurt. In der DDR bestanden 1952 bis 1963 Arbeitsgerichte auf Kreis- und Bezirksebene. Nachdem diese 1963 in die Kreis- und Bezirksgerichte integriert worden waren, gab es keine gesonderten Arbeitsgerichte mehr.
Nach der Wiedervereinigung war Suhl einer der Standorte, an denen 1992 die Rechtsprechung in Arbeitssachen konzentriert wurde. Die endgültige Loslösung von den Kreisgerichtsstrukturen erfolgte zum 9. Januar 1993.
Nach der Neubegründung des Gerichts im Jahr 1993 war dessen Zuständigkeitsbereich und Organisationsstruktur mehrfach Änderungen unterworfen. Mit Wirkung 1. Oktober 1998 wurde durch Art. 2 ThürGerBÄG vom 29. September 1998 der Altlandkreis Ilmenau in die Zuständigkeit des Arbeitsgerichts Gotha, die durch § 14 Abs. 2 Ziffer 3 ThürNGG vom 16. August 1993 dem Schwarza-Kreis zugeschlagenen Gemeinden des Altlandkreises Neuhaus am Rennweg in die Zuständigkeit des Arbeitsgerichts Jena überführt. Gleichzeitig wurden die Außenkammern Sonneberg des Arbeitsgerichts Suhl aufgehoben und in der Folge durch den Gerichtstag Sonneberg abgelöst. Mit Wirkung ab dem 1. Juli 2001 wurde durch Art. 15 ThürHhBG vom 21. Dezember 2000 im Zusammenhang mit der Auflösung des Arbeitsgerichts Gotha der Ilmkreis in die Zuständigkeit des Arbeitsgerichts Suhl überführt. Im Zuge der Auflösung des Arbeitsgerichts Eisenach durch das Thüringer Haushaltsbegleitgesetz 2012 ist die Zuständigkeit für die kreisfreie Stadt Eisenach und den Wartburgkreis mit Wirkung ab dem 1. Januar 2014 auf das Arbeitsgericht Suhl übergegangen, wohingegen der Ilmkreis künftig zum Zuständigkeitsbereich des Arbeitsgericht Erfurt gehört.

## Übergeordnete Gerichte
Dem Arbeitsgericht Suhl sind das Thüringer Landesarbeitsgericht und im weiteren Rechtszug das Bundesarbeitsgericht übergeordnet.